# Carnerillo
Carnerillo es un pueblo argentino ubicada en la provincia de Córdoba. Se encuentra sobre la RN 158, a 45 km de la ciudad de Río Cuarto. La principal actividad económica es la ganadería y la agricultura.
Carnerillo se fundó el 25 de noviembre de 1887. La capilla Santa Paula -a quien se venera- se inauguró en 1935 en un terreno que donó la familia Pérez Muñoz, situado frente a la plaza Juan Reynal. Esta capilla se amplió en 1984.
La ciudad cuenta con un jardín de infantes, una escuela primaria, otra secundaria (donde se encuentra una biblioteca pública) y un secundario nocturno. Funciona el cuerpo de defensa civil, una sala de primeros auxilios y una clínica privada. La Cooperativa Eléctrica Carnerillo inauguró en 2005 las obras de las primeras cloacas de la localidad.
En 1941 se fundaría el único club del pueblo llamado Santa Paula, el cual recibe al apodo de La Lechuza por el emblema de su escudo

## Geografía

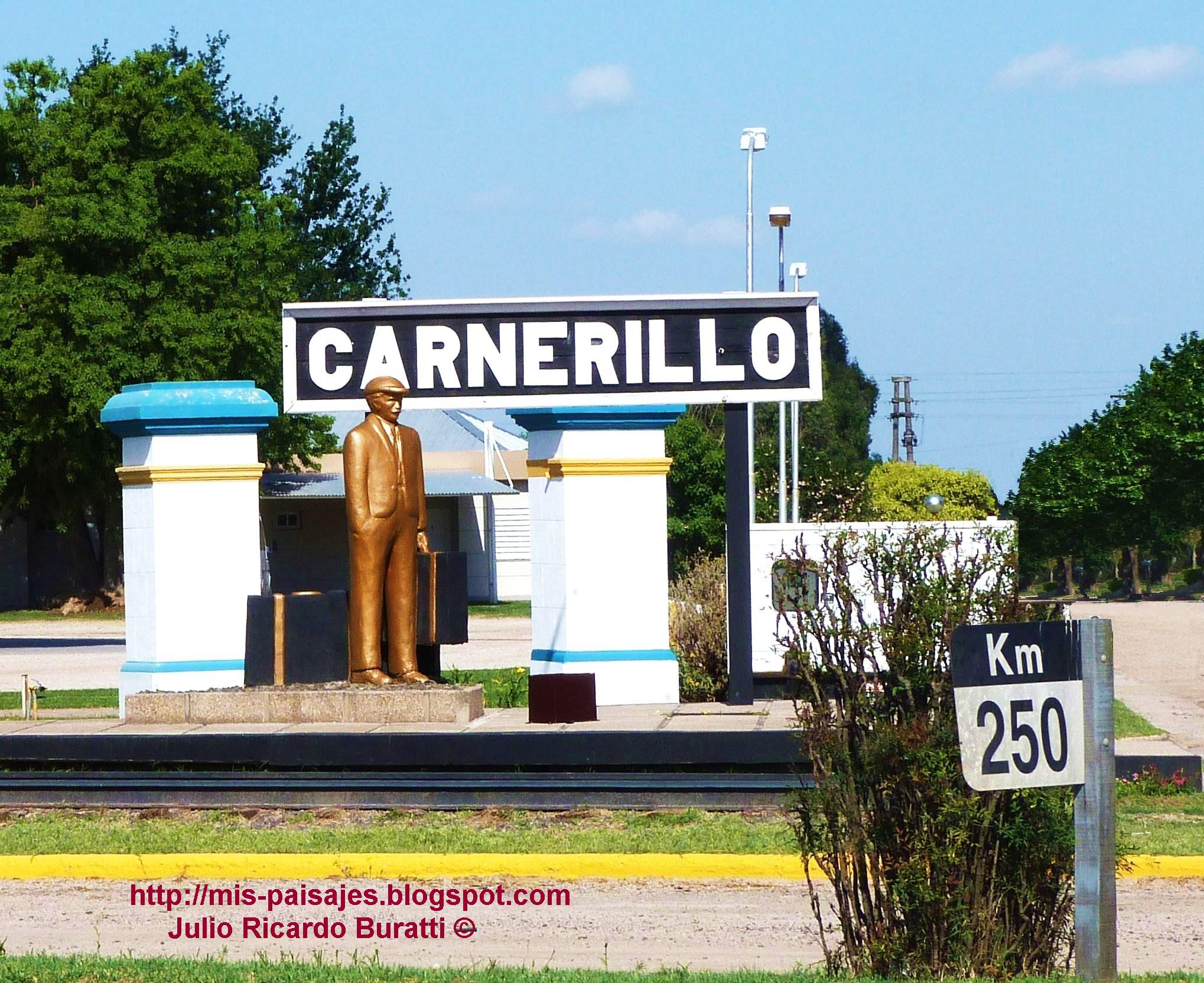
Monumento al Inmigrante

### Población
Cuenta con 2677 habitantes (Indec, 2022), lo que representa un incremento del 30,5% frente a los 1867 habitantes (Indec, 2010) del censo anterior.
| Gráfica de evolución demográfica de Carnerillo entre 1991 y 2022 |
|                                                                  |
| Fuente: Censos nacionales del INDEC                              |